# Ksar-El-Kelb
Ksar-El-Kelb est un site archéologique à Tébessa, en Algérie,. Elle existait dans la province romaine de Numidie et a été suggérée comme un emplacement plausible (le long de Ksar-Bou-Saïd et Henchir-El-Abiodh) de la ville antique et ancien évêché de Vegesela en Numidie, qui est toujours un siège titulaire catholique latin.

## Histoire
Le nom signifie Château du Chien et était connu dans l'Antiquité sous le nom de Vegesela lorsqu'il s'agissait d'un domaine impérial de l'ère romaine et d'une station sur le limes africain entre Baghaï et Theveste situé au 7.48551 35.37199.
La ville avait une basilique découverte en 1933, et était un centre donatiste.  Des tombes et des sarcophages furent retrouvés sous le sol de l’abside. Ce bâtiment de l'église était un mémorial et peut-être un lieu de sépulture pour l'évêque donatiste et martyr Marculus.
En 347, l'émissaire impérial Macaire, envoyé par Constant Ier, s'y arrêta lors de sa purge des donatistes. Marculus de Timgad et neuf autres évêques furent torturés et exécutés par Macarius, ce qui rendit difficile les relations entre donatistes et catholiques romains jusqu'à la conquête musulmane du Maghreb, 300 ans plus tard. L'événement était encore la base des hostilités des générations plus tard et à bien des égards a donné naissance à l'idée donatiste de résistance à l'État.
Dans l'Antiquité romaine, la ville et l'évêché de Germania in Numidia se trouvaient à proximité.